# Krystyna Artyniewicz
Krystyna Artyniewicz (IPA: [krɨs'tɨna artɨ'ɲɛvit͡ʂ]; 1909 – 1953) è stata una poetessa polacca, autrice di poesie per bambini.
Ha esordito nel 1947, quando scriveva alcune favole per la visualizzazione sul palco. Lei è l'autore del lavoro Wierzbinowe kotki (1960).